# Rêve de Dragon
Rêve de Dragon es un juego de rol medieval fantástico de origen francés, creado por Denis Gerfaud, colaborador habitual de la revista francesa Casus Belli y publicado por N.E.F. (Nouvelles Editions Fantastiques), en octubre de 1985. La segunda edición fue hecha por Multisim en 1993. Una versión simplificada fue publicada bajo el nombre de Oniros en 1994.
Una nueva impresión de la segunda versión fue publicada en abril de 2004, editada por Ubik; esta versión fue traducida al inglés bajo el título Rêve: the Dream Ouroboros y editada por Malcontent Games.

## El mundo
El mundo de Rêve de Dragon es un mundo soñado por los propios dragones, que sueñan a la vez el escenario y a los actores, los personajes. Este concepto impregna el mundo, haciendo que los sueños de los personajes y las situaciones oníricas tomen un lugar preponderante que no ocupan en otros mundos necesariamente.

## Los personajes
Mientras que el mundo es soñado por todos los dragones simultáneamente, cada personaje es soñado por un dragón. Cuando un personaje muere, quiere decir que el dragón que le soñaba se ha despertado, y el cadáver del personaje es soñado por los demás dragones como parte del mundo. Cuando el dragón vuelve a dormirse, otra versión del personaje, vuelve a aparecer en el mundo.
Para la creación de personajes se ha de tener en cuenta que se debe decidir de antemano si éste será un personaje mundano o un Alto Soñador, o hechicero, ya que ello determinará los puntos que obtendremos para comprar habilidades y conocimientos, y su distribución.

## Los arquetipos
El arquetipo de un personaje es todo lo que ha llegado a ser en sus múltiples vidas, con todas las habilidades que ha aprendido a lo largo de ellas, entre despertar y despertar del dragón que le sueña. En él están todas las habilidades del juego, al nivel máximo a que han llegado en todas sus reencarnaciones, y que son siempre iguales o superiores a las de un personaje recién creado.
En el transcurso del juego veremos que hay dos maneras básicas de mejorar las habilidades del personaje, practicándolas y consiguiendo resultados especialmente buenos, o bien, por medio de la conversión del estrés experimentado en situaciones críticas para el personaje en puntos de habilidad. Esta última manera sólo nos permite subir las habilidades hasta el máximo que nos indica el arquetipo, dado que el mencionado estrés provoca sueños en los personajes, conectados con el Sueño del Dragón, que así les permiten recordar sus vidas pasadas.

## Las Tierras del Sueño
Existen tres niveles de Tierras del Sueño. En las Bajas Tierras del Sueño es donde se desenvuelven nuestros personajes normalmente, el mundo "real". Las Tierras Medias del Sueño, es donde se transportan mentalmente los Altos Durmientes, los magos de Rêve de Dragon, para realizar un viaje místico hasta el punto donde pueden realizar sus sortilegios. Y, por fin, las Altas Tierras del Sueño, el plano de existencia de los dragones.

## La Magia
La magia en Rêve de Dragon siempre implica un viaje místico para el Alto Soñador o hechicero que, aunque a todas las miradas externas sólo presente un personaje en estado de concentración durante uno o más asaltos, para éste representa un verdadero viaje por las Tierras Medias del Sueño, con peligros y posibles secuelas muy reales.
Existen cuatro vías mágicas o Dracónicas que puede aprender un Alto Soñador, que son los únicos que pueden aprenderlas. No son excluyentes, sino que cada una afecta a un ámbito. Oniros es la vía por la cual se afectan zonas de terreno, Hipnos permite afectar a criaturas individualmente, Narcos permite encantar pociones y objetos (a través de gemas encantadas) y Thanatos es la vía que afecta a maldiciones y muertos vivientes.  Al ser la vía de Thanatos completamente opuesta al tejido del Sueño de Dragón, cada nivel de habilidad que lo aumentemos, eliminará un nivel de alguna de las otras vías, a elección. Siempre se ha de tener un nivel en alguna otra vía para aumentar la vía de Thanatos, por tanto.

## Las Edades del Mundo
Existen tres edades del mundo: en la primera, los Dragones soñaban el mundo y se soñaban a sí mismos, ejerciendo un control absoluto sobre todos los seres, incluyendo humanos, gnomos y ogros. Vivían en palacios de cristal y se paseaban entre sus creaciones con gran orgullo. Fue hacia el final de esa edad cuando se dice que los gnomos descubrieron las piedras preciosas y cómo plasmar la magia en ellas, lo que llevó a un gran cambio, las criaturas creadas por los dragones se independizaron y hubo un gran cataclismo, cambiando la faz del mundo por completo, asociado, según dicen, a un despertar masivo de los dragones.
Nadie sabe a ciencia cierta cuándo empezó la Segunda Edad del Mundo, aunque dicen que duró diez mil años. También fue llamada Edad de los Magos. Durante ese tiempo, y aunque la magia había sido descubierta por los gnomos, los humanos la dominaron más y más, usándola cada vez con más poder y ambición, sometiendo a los mismos dragones, hasta que, hace unos mil años, el efecto de tantas voluntades doblando y estirando del tejido de El Sueño de Dragón provocó otro despertar que, una vez más, transformó el mundo, destruyó los reinos y abrió vías a otras realidades por las que entraron criaturas extrañas.
La Tercera Edad es la actual, y es una edad en la que los magos no son bien vistos. Es un mundo de antiguas civilizaciones destruidas, reliquias olvidadas, y misterios milenarios.

## El Sistema de Juego
El sistema de juego es un sistema de porcentajes, y que permite obtener resultados especialmente buenos según las tiradas.  Las habilidades de los personajes permiten añadir bonificadores a las probabilidades de acierto, mientras que las dificultades (externas o autoimpuestas por el personaje) se sustraen de dichos bonificadores.